# قانون الكل أو اللاشيء

طالما أن الحافز يصل إلى العتبة، سيتم إعطاء الاستجابة الكاملة. لا يؤدي التحفيز الأكبر إلى استجابة أكبر، والعكس صحيح.

في علم وظائف الأعضاء، قانون الكل أو لا شيء (أحيانًا مبدأ الكل أو لا شيء أو قانون الكل أو لا شيء all-or-none principle or all-or-nothing law) هو المبدأ القائل بأنه إذا حدث تحفيز لواحدة من الألياف العصبية، فإنها ستعطي دائمًا استجابة قصوى وتنتج تيارًا كهربائيًا (نبضة) ذات سعة واحدة. وإذا زادت شدة التحفيز أو مدته، فسيظل ارتفاع النبضة كما هو. أي: أن الألياف العصبية إما تعطي استجابة قصوى أو لا تعطي أي استجابة على الإطلاق.

ظهر هذا القانون لأول مرة على يد العالم الأمريكي هنري بيكرينغ بوديتش في عام 1871 لتقلص عضلة القلب.
تؤدي الصدمة التحريضية إلى انقباض أو تفشل في القيام بذلك وفقًا لقوتها؛ إذا حدث ذلك على الإطلاق، فإنه ينتج أكبر تقلص يمكن أن ينتج عن أي قوة منبه في حالة العضلات في ذلك الوقت.
جرى اكتشاف هذا المبدأ لاحقًا في العضلات الهيكلية بواسطة كيث لوكاس في عام 1909. حيث تستجيب الألياف العصبية الفردية أيضًا للتحفيز وفقًا لمبدأ الكل أو لا شيء.

## عزل جهد الفعل
أول وقت مسجل لعزل جهد الفعل يرجع إلى إدغار أدريان في عام 1925 من مجموعة من ألياف العضلات المتقاطعة. باستخدام مضخم الصمام الثلاثي الحراري مع تضخيم 1850، لاحظ أدريان أنه عندما تُرك تحضير العضلات معلقًا، ينتج عنه تذبذبات ؛ ولكن عند دعمها، لم يحدث مثل هذا النشاط. في وقت لاحق بمساعدة Yngve Zotterman، قام أدريان بعزل وتحفيز الألياف الحسية. كانت النبضات الخارجية على الألياف موحدة: "بسيطة مثل النقاط في شفرة مورس". قام بتغيير قوة التحفيز وقياس التردد الناتج، مما أسفر عن علاقة حيث f∝sn.

## العلاقة بين التحفيز والاستجابة
مقدار جهد الفعل الذي يتكون في أي ليف عصبي منفرد لا يتوقف على قوة المنبه المثير (المُحفِّز)، بشرط أن يكون المحفز مناسبًا. الحافز الكهربي الأقل من "قوة العتبة" يفشل في استحضار إشارة عصبية تصاعدية منتشرة. إذا كان المُحفز بقوة العتبة أو أكثر، ينتج (دافع عصبي) من بأقصى مقدار. أي أنه إما أن الألياف لا تستجيب لإنتاج الإشارة، أو أنها تستجيب لأقصى قدر من قدرتها. تسمى هذه الخاصية للألياف العصبية الفردية علاقة "الكل أو لا شيء". هذه العلاقة تنطبق فقط على وحدة الأنسجة الحيوية ؛ بالنسبة للأنسجة العصبية، تكون الوحدة هي الخلية العصبية، وبالنسبة للعضلات الهيكلية، تكون الوحدة هي الألياف العضلية الفردية، وبالنسبة للقلب، تكون الوحدة هي الأذنين بالكامل أو البطينين بالكامل.
المنبهات ذات المقدار الأقل من أن تُنتج استجابة، تُنشئ إلكتروتونوسًا electrotonus محليًا، ويزداد حجم الجهد الإلكتروني تدريجياً مع قوة المنبه، حتى ينشأ إشارة. يوضح هذا علاقة الكل أو لا شيء في إنتاج إشارة.
يتعامل الحساب أعلاه مع استجابة ألياف عصبية واحدة. إذا جرى تحفيز جذع العصب، فعندئذ مع زيادة التحفيز المثير تدريجياً فوق العتبة، يستجيب عدد أكبر من الألياف. أقل مُحفز فعال (على سبيل المثال، جهد العتبة) يكون مناسبًا فقط للألياف عالية الاستثارة، لكن المحفز الأقوى يثير جميع الألياف العصبية. تؤدي زيادة المنبهات إلى زيادة استجابة العصب كله.
عضلة القلب قابلة للإثارة، أي أنها تستجيب للمؤثرات الخارجية عن طريق الانقباض. إذا كان الحافز الخارجي ضعيفًا جدًا، فلن يحصل استجابة ؛ إذا كان المنبه كافياً، فإن القلب يستجيب بأقصى ما لديه. وفقًا لذلك، تتصرف الأذنين أو البطينين كوحدة واحدة، بحيث يُنتج التحفيز الكافي عادةً تقلصًا كاملاً إما في الأذنين أو البطينين. تعتمد قوة الانقباض التي نحصل عليها على حالة ألياف العضلات. في حالة الألياف العضلية، لا تستجيب الألياف العضلية الفردية على الإطلاق إذا كان المنبه ضعيفًا جدًا. ومع ذلك، فإنها تستجيب إلى أقصى حد عندما يرتفع التحفيز إلى العتبة. لا يزداد الانكماش إذا زادت قوة التحفيز. تعمل المنبهات الأقوى على تفعيل المزيد من الألياف العضلية، وبالتالي يزداد توتر العضلة مع زيادة قوة التحفيز المطبق عليها.